# 財務軟件
财务软件是企業用於记录組織内部所有财务活动的应用程序，它能为企业提供每一笔交易的准确日期。財務軟件的基本功能包括会计软件的所有模块，如应付账款、应收账款、明细账、报表模块和工资单，此外還有投资选择等功能。財務軟件的功能可能会因企业的類型而有所不同。